# MTV Unplugged (álbum de Katy Perry)
MTV Unplugged é o primeiro álbum acústico da cantora, compositora e musicista norte-americana conhecida como Katy Perry, lançado pela gravadora Capitol Records em 17 de novembro de 2009. O álbum conta também com a participação da banda da cantora, formada por Adam Marcello (bateria), Josh Moreau (contra-baixo), Korel Tunador (vocal, guitarra, sinos, teclado) e Patrick Matera (guitarra).
Os singles e canções performadas por Perry no CD/DVD foram gravados em 22 de julho de 2009 em Nova Iorque. O álbum também conta com os singles "I Kissed a Girl", "Thinking of You", "Waking Up in Vegas" (do álbum One of the Boys) e outras duas faixas: "Hackensack" do Fountains of Wayne e outra canção chamada "Brick by Brick". O DVD também apresenta filmagens de uma entrevista exclusiva. 

## Faixas
| N.º | Título                                                              | Duração |  |
| 1.  | "I Kissed a Girl" (Katy Perry, Dr. Luke, Max Martin e Cathy Dennis) | 4:12    |  |
| 2.  | "Ur So Gay" (Perry e Greg Wells)                                    | 4:26    |  |
| 3.  | "Hackensack" (Chris Collingwood e Adam Schlesinger)                 | 3:04    |  |
| 4.  | "Thinking of You" (Perry)                                           | 4:41    |  |
| 5.  | "Lost" (Perry e Ted Bruner)                                         | 5:01    |  |
| 6.  | "Waking Up in Vegas" (Perry, Desmond Child, Andreas Carlsson)       | 3:33    |  |
| 7.  | "Brick by Brick" (Perry, Wells)                                     | 4:39    |  |

## Paradas
| Paradas (2009)                                         | Posição |
| ------------------------------------------------------ | ------- |
| França - Syndicat National de l'Édition Phonographique | 192     |
| Suíça - Swiss Albums Chart                             | 82      |
| Estados Unidos - Billboard 200                         | 168     |